# Het Vrije Woord (omroep)
Het Vrije Woord (HVW) was een Belgische Nederlandstalige vrijzinnige televisieomroep.

## Historiek
De omroep startte zijn uitzendingen op de Belgische Radio- en Televisieomroep (BRT) in het bestel van de 'uitzendingen door derden'. Deze uitzendingen kenden hun oorsprong in het decreet betreffende het statuut van de Belgische Radio en Televisie, Nederlandstalige uitzendingen (19 december 1979). Binnen dit decreet werd de oprichting van zendgemachtigde verenigingen mogelijk. Volgens de bepalingen van dit decreet kregen de derden 50% van de zendtijd die aan de nieuwsdienst was toebedeeld. Het decreet van 22 december 1982 bracht het aantal uitzenduren naar 120 uren, verspreid over de twee BRT-televisienetten. Hierdoor kregen de omroepen de mogelijkheid om programma's uit te zenden die rechtstreeks waren afgestemd op het verschaffen van opiniëring vanuit de representatieve levensbeschouwelijke stroming (o.a. erediensten) in Vlaanderen (artikel 35 en 36 van het Mediadecreet).
Op basis van deze bepalingen werd HVW opgericht in 1981, in een samenwerkingsverband van verschillende humanistische en vrijzinnige verenigingen. De eerste uitzendingen gingen van start omstreeks maart 1981. De erkenning door het Ministerie van de Vlaamse Gemeenschap vond plaats op 26 mei 1982. In 2015 werd door toenmalig Vlaams minister van Media Sven Gatz (Open Vld) besloten de uitzendingen van levensbeschouwelijke derden stop te zetten op 31 december 2015.
De organisatie was gevestigd op de Eugène Plaskylaan 144/3 te Schaarbeek. Er werd door de organisatie een prijs op het kortfilmfestival Het grote ongeduld (VUB) en op het Festival van de Vrijheid uitgereikt.

## Programma's
De televisie-uitzendingen werden uitgezonden op zondagochtend op Eén en omstreeks 23 u op Canvas onder de gemeenschappelijke titel Lichtpunt. Uit een parlementaire vraag van Paul Delva (CD&V) aan toenmalig Vlaams minister van Media Ingrid Lieten (sp.a) uit 2012 bleek het gemiddeld kijkbereik voor de uitzendingen van HVW op 38.388 kijkers (gemiddelde over 26 uitzendingen) te liggen, de radio-uitzendingen, uitgezonden door de Humanistisch-Vrijzinnige Radio onder de naam Het Vrije Woord, bereikten gemiddeld 33.039 luisteraars.

## Structuur

### Participerende organisaties
- Humanistisch-Vrijzinnige Vereniging (HVV)
- Willemsfonds
- Vermeylenfonds